# Лисичья
Лисичья (укр. Лисича) — село,
Чутовский поселковый совет,
Чутовский район,
Полтавская область,
Украина.
Код КОАТУУ — 5325455105. Население по переписи 2001 года составляло 158 человек.

## Географическое положение
Село Лисичья находится в 4-х км от левого берега реки Коломак,
в 2-х км от села Юнаки и в 2,5 км от села Охочее.
По селу протекает пересыхающий ручей с запрудой.
Рядом проходит автомобильная дорога М-03.

## Известные люди
- Козачковский, Домиан Иванович (1896—1967) — украинский советский актёр театра и кино, режиссёр. Народный артист УССР.